# 美国国家学院
美国国家学院（英語：National Academies of Sciences, Engineering, and Medicine；亦稱為）是美国的國家學院，由多個學術機構構成，对美国及世界的科学研究、技术创新、和科学技术政策具有广泛影响力。
美国国家学院也被译为美国国家学术院，或美国国家四大学院。四大学院分别为：
- 美国国家科学院（NAS）；
- 美国国家工程院（NAE）；
- 美国国家医学院（IOM）；
- 美国国家科学研究委员会（NRC）。